# ناينارا (متصفح)
ناينارا هو متصفح ويب كوري شمالي من تطوير مركز كوريا للحاسوب، تم تطويره أساسا للولوج إلى شبكة الإنترنت الداخلية لكوريا الشمالية «كوانغميونغ». ناينارا مبنى علي متصفح موزيلا فايرفوكس ويتم نشره وإصداره مع التوزيعة الكورية المبنية على لينكس ريد ستار او اس الذي تم تطويرها لتحل بديلا لنظام التشغيل مايكروسوفت ويندوز بسبب مشاكل تتعلق بالتراخيص والحماية.

## التصميم
ناينارا هي نسخة معدلة من متصفح موزيلا فايرفوكس. ناينارا هي البرمجية الوحيدة التي يتم توزيعها بشكل مدمج مع ريد ستار أو إس بدون ذكر مميزاتها ومهامها. تم تطوير ريد ستار أو اس وناينارا بواسطة مركز كوريا للحاسوب الذي يقول علي موقعه أنه يسعى إلي تطوير توزيعة لينكس للاستخدام الشخصى. يمكن لناينارا ان يتصفح تقريبا ما بين 1,000 إلى 5,500 موقع على شبكة الانترنت القومية كوانغميونغ.
في 2010، أعلنت وكالة روسيا اليوم أن متصفح فايرفوكس تعرف بنجاح على متصفح ناينارا وقد وفر نسخ للتحميل باللغة الكورية للمتصفح لمعمارية i686.
عندما يبدأ ناينارا بالعمل، يحاول الاتصال بـIP معين وهو: http://10.76.1.11/.
محرك البحث الافتراضى للمتصفح هو «جوجل كوريا».

## وصلات خارجية
- "nothing". اطلع عليه بتاريخ 2020-07-10.[وصلة مكسورة]
- Red Star OS 3.0 (DPRK/North Korea Linux) Overview على يوتيوب
- Computer Science in the DPRK [31c3] على يوتيوب